# 道の駅縄文ロマン 南かやべ
道の駅縄文ロマン 南かやべ（みちのえき じょうもんロマン みなみかやべ）は、北海道函館市臼尻町にある国道278号の道の駅である。

## 歴史
- 2011年（平成23年）8月25日、道の駅登録[1]。
- 2011年（平成23年）10月1日、オープン。

## 主な施設
- 駐車場
  - 普通車：33台
  - 大型車：5台
  - 身障者用 : 2台
- トイレ（いずれも24時間利用可能）
  - 男：大 2器、小 5器
  - 女：5器
  - 身障者用：1器（オストメイト対応）
- 公衆電話：1台
- 物産品販売コーナー
- 休憩コーナー
- 情報コーナー
- 函館市縄文文化交流センター（国宝の中空土偶が展示されている）

## 休館日
- 毎週月曜日（月曜日が祝日の場合翌平日）
- 年末年始（12月29日 - 1月3日）

## アクセス
- 国道278号

## 周辺
- 川汲温泉
- 大船温泉
- 垣ノ島遺跡
- 大船遺跡
- 函館市立臼尻小学校